# Mitteldeutsche Fußballmeisterschaft 1919/20

VfB Leipzig – Mitteldeutscher Fußballmeister 1920

Die Mitteldeutsche Fußballmeisterschaft 1919/20 des Verbandes Mitteldeutscher Ballspiel-Vereine war die 19. Spielzeit der mitteldeutschen Fußballmeisterschaft. Die diesjährige Meisterschaft wurde in einem neuen Kreisligen-Format ausgetragen, deren Sieger in einem Rundenturnier aufeinandertrafen. Dieses konnte der VfB Leipzig mit zwei Punkten Vorsprung vor dem FC Wacker Halle für sich entscheiden und wurde damit zum neunten Mal mitteldeutscher Fußballmeister. Nach Beendigung des Ersten Weltkrieges, fand in dieser Spielzeit nun erstmals wieder eine Deutsche Fußballmeisterschaft statt. Durch den Gewinn der mitteldeutschen Fußballmeisterschaft qualifizierte sich abermals der VfB Leipzig für die Endrunde der Deutschen Fußballmeisterschaft 1919/20, während der durch eine 0:2-Niederlage vs. den dann späteren Meister 1. FC Nürnberg, aber bereits im Viertelfinale das relativ frühe Stoppzeichen gesetzt wurde.

## Modus
Der diesjährige Austragungsmodus wurde stark geändert. Anstelle der zahlreichen regionalen Gauligen, wurden 7 Kreisligen als oberste Spielklasse geschaffen, die in mehrere Gaue als Unterbau gegliedert waren. Die Gauligen fungierten fortan als zweite Liga-Ebene. Die Kreismeister qualifizierten sich für die anschließend stattfindende mitteldeutsche Fußball-Endrunde, die erstmals im Rundenturnier ausgetragen wurde. Die Tabellenstände aus den einzelnen Kreisligen sind wie folgend, leider nur leicht unvollständig überliefert.
| Kreis           | Kreismeister         |
| --------------- | -------------------- |
| Elbe            | Magdeburger SC 1900  |
| Nordwestsachsen | VfB Leipzig          |
| Ostsachsen      | Dresdner SV 06       |
| Saale           | Hallescher FC Wacker |
| Thüringen       | SC Erfurt 1895       |
| Westsachsen     | SV Konkordia Plauen  |

## Kreis Elbe
Der Kreis Elbe wurde aus den 4 Gauen: Altmark, Anhalt, Harz und Mittelelbe gebildet. 
 Die Kreisliga-Meisterschaft des Kreises Elbe 1919/20, wurde gleichberechtigt zwischen den Gau-Meistern Mittelelbe und Anhalt ausgespielt. Der Meister wurde in einem Ausscheidungsspiel ermittelt. 
 Da für die nächste Saison nur noch eine Staffel die 1. offizielle Elbe-Kreisliga repräsentieren sollte, musste ebenso noch eine Qualifikations-Relegation erfolgen. Dabei wurde der MFC Viktoria 1896 dem 
 SC Germania-Jahn 98, vom Gau-Vorstand Mittelelbe als Qualifikant vorgezogen, obwohl Letzterer in dieser Saison den besseren Tabellenplatz belegte.
[1] Gau Mittelelbe / Sieger: Magdeburger SC 1900
| Pl. | Verein                 | Sp. | S  | U | N  | Tore    | Quote | Punkte |
| --- | ---------------------- | --- | -- | - | -- | ------- | ----- | ------ |
| 1.  | Magdeburger SC         | 14  | 10 | 1 | 3  | 027:120 | 2,25  | 21:70  |
| 2.  | MSC Preußen 99         | 14  | 8  | 4 | 2  | 038:150 | 2,53  | 20:80  |
| 3.  | FuCC Cricket-Viktoria  | 14  | 9  | 2 | 3  | 032:160 | 2,00  | 20:80  |
| 4.  | SC Germania-Jahn 98    | 14  | 8  | 0 | 6  | 018:230 | 0,78  | 16:12  |
| 5.  | MFC Viktoria 1896      | 14  | 6  | 3 | 5  | 029:220 | 1,32  | 15:13  |
| 6.  | SSV 1919 Magdeburg     | 14  | 7  | 1 | 6  | 026:220 | 1,18  | 15:13  |
| 7.  | FC Preußen 02 Burg     | 14  | 1  | 1 | 12 | 012:400 | 0,30  | 03:25  |
| 8.  | FC Weitstoß Schönebeck | 14  | 1  | 0 | 13 | 014:460 | 0,30  | 02:26  |

[2] Gau Anhalt / Sieger: TuSV Dessau – (Abschlusstabelle nicht überliefert)
Kreismeister-Ausscheidungsspiel: [ 14.03.1920 in Magdeburg ]
|                                        | Ergebnis |                                 |
| -------------------------------------- | -------- | ------------------------------- |
| Magdeburger SC (Gaumeister Mittelelbe) | 2:0      | TuSV Dessau (Gaumeister Anhalt) |

## Kreis Nordwestsachsen
Der Kreis Nordwestsachsen bestand in erster Linie aus dem Gau Nordwestsachsen (Leipzig). In späteren Spielzeiten sind in den unteren Ligen auch Torgauer Vereine überliefert, sodass davon auszugehen ist, das zumindest ein Teil des Gaus Elbe-Elster ebenfalls Bestandteil dieses Kreises war.
| Pl. | Verein                          | Sp. | Tore  | Quote | Punkte |
| --- | ------------------------------- | --- | ----- | ----- | ------ |
| 1.  | VfB Leipzig                     | 16  | 43:12 | 3,58  | 29:30  |
| 2.  | FC Eintracht Leipzig            | 16  | 31:21 | 1,48  | 23:90  |
| 3.  | SpVgg 1899 Leipzig-Lindenau (M) | 16  | 37:22 | 1,68  | 22:10  |
| 4.  | FC Fortuna Leipzig              | 16  | 27:27 | 1,00  | 18:14  |
| 5.  | SC Wacker Leipzig               | 16  | 20:26 | 0,77  | 13:19  |
| 6.  | Olympia Leipzig                 | 16  | 29:36 | 0,81  | 12:20  |
| 7.  | Leipziger BC                    | 16  | 27:43 | 0,63  | 12:20  |
| 8.  | VfTuB Leipzig (N)               | 16  | 24:37 | 0,65  | 11:21  |
| 9.  | FC Sportfreunde Leipzig         | 16  | 12:26 | 0,46  | 04:28  |

| (M) | Titelverteidiger Nordwestsachsen |
| (N) | Aufsteiger                       |

## Kreis Ostsachsen
Im Kreis Ostsachsen spielten in dieser Saison Vereine aus den vormaligen Gauen Ostsachsen und Südwestsachsen. Die beiden Sieger trafen in Entscheidungsspielen aufeinander, um den Kreismeister Ostsachsens und Teilnehmer an der mitteldeutschen Fußballendrunde zu ermitteln.

### Ostsachsen
Folgende Abschlusstabelle ist aus den Dresdner Nachrichten überliefert.
| Pl. | Verein                        | Sp. | Punkte |
| --- | ----------------------------- | --- | ------ |
| 1.  | Dresdner SV 06                | 16  | 24:80  |
| 2.  | Dresdner SC                   | 16  | 21:11  |
| 3.  | Guts Muts Dresden             | 15  | 20:10  |
| 4.  | FV Brandenburg Dresden        | 15  | 18:12  |
| 5.  | Dresdner Fußballring 1902 (M) | 16  | 18:14  |
| 6.  | BC Sportlust Dresden          | 15  | 16:14  |
| 7.  | Dresdner SpVgg 05             | 15  | 16:14  |
| 8.  | SG Dresden                    | 16  | 04:28  |
| 9.  | Dresdner SG 1893              | 16  | 03:29  |

| (M) | Titelverteidiger Ostsachsen |

### Mittelsachsen
| Pl. | Verein               | Sp. | S | U | N | Tore    | Quote | Punkte |
| --- | -------------------- | --- | - | - | - | ------- | ----- | ------ |
| 1.  | SC National Chemnitz | 4   | 2 | 1 | 1 | 009:900 | 1,00  | 05:30  |
| 2.  | Chemnitzer BC        | 4   | 2 | 0 | 2 | 014:700 | 2,00  | 04:40  |
| 3.  | SV Sturm Chemnitz    | 4   | 1 | 1 | 2 | 005:120 | 0,42  | 03:50  |

### Entscheidungsspiel
| Datum            |                      | Ergebnis  |                      |
| ---------------- | -------------------- | --------- | -------------------- |
| 29. Februar 1920 | Dresdner SV 06       | 2:2 (1:2) | SC National Chemnitz |
| 7. März 1920     | SC National Chemnitz | 1:2 (0:1) | Dresdner SV 06       |
| Gesamt:          | Dresdner SV 06       | 4:3       | SC National Chemnitz |

## Kreis Saale
Der Kreis Saale wurde aus den 2 Gauen Saale und Saale-Elster gebildet.
| Pl. | Verein                | Sp. | S  | U | N  | Tore    | Quote | Punkte |
| --- | --------------------- | --- | -- | - | -- | ------- | ----- | ------ |
| 1.  | Hallescher FC Wacker  | 14  | 11 | 1 | 2  | 053:210 | 2,52  | 23:50  |
| 2.  | SV Halle 98           | 14  | 8  | 2 | 4  | 029:280 | 1,04  | 18:10  |
| 3.  | SV Borussia 02 Halle  | 14  | 8  | 1 | 5  | 035:280 | 1,25  | 17:11  |
| 4.  | VfL Halle 96          | 14  | 6  | 3 | 5  | 025:220 | 1,14  | 15:13  |
| 5.  | FV Sportfreunde Halle | 14  | 6  | 1 | 7  | 035:290 | 1,21  | 13:15  |
| 6.  | VfL Merseburg         | 14  | 6  | 0 | 8  | 032:310 | 1,03  | 12:16  |
| 7.  | SV Favorit Halle      | 14  | 4  | 2 | 8  | 015:430 | 0,35  | 10:18  |
| 8.  | Naumburger SV 05      | 14  | 1  | 2 | 11 | 024:460 | 0,52  | 04:24  |

## Kreis Thüringen
Der Kreis Thüringen wurde bereits im letzten Jahr als Spielklasse erschaffen. Den Unterbau der Kreisliga bildeten die 6 Gaue: Kyffhäuser, Nordthüringen, Ostthüringen, Südthüringen, Wartburg und Westthüringen.
| Pl. | Verein             | Sp. | Tore  | Quote | Punkte |
| --- | ------------------ | --- | ----- | ----- | ------ |
| 1.  | SC Erfurt 1895 (M) | 10  | 27:10 | 2,70  | 14:60  |
| 2.  | 1. SV 03 Jena      | 10  | 31:21 | 1,48  | 13:70  |
| 3.  | VfB 04 Erfurt      | 10  | 28:16 | 1,75  | 12:80  |
| 4.  | SpVgg 02 Erfurt    | 10  | 19:21 | 0,90  | 12:80  |
| 5.  | FC Borussia Erfurt | 10  | 12:34 | 0,35  | 05:15  |
| 6.  | SV 01 Gotha        | 10  | 11:26 | 0,42  | 04:16  |

| (M) | Titelverteidiger Thüringen |

## Kreis Westsachsen
Der Kreis Westsachsen wurde aus den 3 Gauen Göltzschtal, Westsachsen und Vogtland gebildet.
| Pl. | Verein                      | Sp. | S  | U | N  | Tore    | Quote | Punkte |
| --- | --------------------------- | --- | -- | - | -- | ------- | ----- | ------ |
| 1.  | SV Konkordia Plauen         | 14  | 11 | 0 | 3  | 047:190 | 2,47  | 22:60  |
| 2.  | Zwickauer SC                | 14  | 9  | 1 | 4  | 031:210 | 1,48  | 19:90  |
| 3.  | Plauener SuBC               | 14  | 9  | 0 | 5  | 039:200 | 1,95  | 18:10  |
| 4.  | VfB Glauchau                | 14  | 6  | 2 | 6  | 026:320 | 0,81  | 14:14  |
| 5.  | 1. Vogtländischer FC Plauen | 14  | 7  | 0 | 7  | 040:500 | 0,80  | 14:14  |
| 6.  | SpVgg Falkenstein           | 14  | 5  | 1 | 8  | 030:310 | 0,97  | 11:17  |
| 7.  | SpVgg 09 Plauen             | 14  | 3  | 2 | 9  | 021:360 | 0,58  | 08:20  |
| 8.  | SpVgg 1907 Meerane          | 14  | 3  | 0 | 11 | 032:580 | 0,55  | 06:22  |

Relegationsspiele
|                                                 | Gesamt |                             | Hinspiel | Rückspiel | 3. Spiel |
| ----------------------------------------------- | ------ | --------------------------- | -------- | --------- | -------- |
| SpVgg 1907 Meerane (Letztplatzierter Kreisliga) | 9:4    | VfB Plauen (Sieger 2. Liga) | 7:1      | a 0:0 a   | b 2:3 b  |

## Mitteldeutsche Meisterschafts-Endrunde
Die Meisterschafts-Endrunde fand erstmals im Rundenturnier-Modus statt. Qualifiziert waren die sechs Kreismeister.

### Abschlusstabelle
| Pl. | Verein                                         | Sp. | S | U | N | Tore    | Quote | Punkte |
| --- | ---------------------------------------------- | --- | - | - | - | ------- | ----- | ------ |
| 1.  | VfB Leipzig (Kreismeister Nordwestsachsen)     | 5   | 3 | 2 | 0 | 010:200 | 5,00  | 08:20  |
| 2.  | Hallescher FC Wacker (Kreismeister Saale)      | 5   | 2 | 2 | 1 | 005:400 | 1,25  | 06:40  |
| 3.  | SC Erfurt 1895 (Kreismeister Thüringen)        | 5   | 2 | 1 | 2 | 008:700 | 1,14  | 05:50  |
| 4.  | SV Konkordia Plauen (Kreismeister Westsachsen) | 5   | 2 | 0 | 3 | 011:120 | 0,92  | 04:60  |
| 5.  | Magdeburger SC 1900 (Kreismeister Elbe)        | 5   | 2 | 0 | 3 | 005:100 | 0,50  | 04:60  |
| 6.  | Dresdner SV 06 (Kreismeister Ostsachsen)       | 5   | 0 | 3 | 2 | 008:120 | 0,67  | 03:70  |